# ایوایلو آندونوف
ایوایلو آندونوف (بلغاری: Ивайло Андонов؛ زادهٔ ۱۴ اوت ۱۹۶۷) بازیکن فوتبال اهل بلغارستان است که در پست مهاجم بازی می‌کرد.
آندونوف در شروع کار حرفه‌ای خود در باشگاه فوتبال زسکا صوفیه نامی برای خود دست و پا کرد، او یکی از بهترین گلزنان لیگ حرفه‌ای دسته اول فوتبال بلغارستان بود و در فتح لیگ ۱۹۹۲ این باشگاه نیز نقش بسزایی داشت.
وی همچنین در تیم ملی فوتبال بلغارستان بازی کرده‌است.